# Providence megye
Providence megye az Amerikai Egyesült Államokban, azon belül Rhode Island államban található. Megyeszékhelye Providence. Lakosainak száma 660 741 fő (2020. április 1.). Providence megye Norfolk, Kent, Bristol, Bristol, Worcester, Windham és Northeastern Connecticut Planning Region megyékkel határos.

## Népesség
A megye népességének változása:
| Lakosok száma | 626 941 | 627 284 | 628 215 | 628 600 | 633 473 | 660 741 |
|               | 2010    | 2011    | 2012    | 2013    | 2015    | 2020    |